# Godzina Polski
Godzina Polski – polskojęzyczny dziennik polityczny, społeczny i literacki wydawany w Warszawie i Łodzi przez Wydawnictwo Polskie Adama Napieralskiego i Cezarego Zawiłowskiego pod patronatem okupacyjnych władz niemieckich od 30 grudnia 1915 do 12 listopada 1918 roku, a następnie zastąpiony przez „Głos Polski”. Nazywana przez Polaków „Gadziną Polską” − ta przekręcona nazwa w okresie II wojny światowej stała się inspiracją do określenia polskojęzycznej prasy hitlerowskiej mianem gadzinówek. Treść pisma była inspirowana przez niemieckie władze wojskowe, a z jego łamów korzystał Klub Państwowców Polskich.